# Sunshine Barry und die Discowürmer
Sunshine Barry und die Discowürmer (Originaltitel: Disco ormene) ist ein Computeranimationsfilm aus dem Jahr 2008. Bei dem dänisch-deutschen Familienfilm führte Thomas Borch Nielsen Regie.

## Handlung
Barry ist frustriert und sein Leben als Regenwurm leid. In der Hierarchie der Insekten stehen er und seine kriechenden Artgenossen ganz unten und werden von Käfern und Insekten als Dreck fressende Würmer verspottet. Sein Job als Sachbearbeiter in der Kompostwirtschaft füllt ihn auch nicht aus und nur auf das Drängen seiner Mutter hin, bemüht er sich um einen Posten im mittleren Management. In drei Wochen finden dazu die Prüfungen statt.
Nachdem sein Vater ihm seine Unterlagen aus 30 Jahren Tätigkeit in der Kompostwirtschaft übergibt, findet er in einem Karton die Schallplatte Greatest Disco Hits '77. Als er sie anhört ist er begeistert und sein trister Alltag vergessen. Nun weiß er, was er machen will: Eine Band gründen und Musik machen. Zudem findet gerade der TV-Wettbewerb „Grand Prix der Melodien“ statt, bei dem der Gewinner 10.000 Dollar erhält. Sein Freund Tito soll Bass-Gitarre spielen. Barry verteilt Plakate, auf denen er zum Vorsingen einlädt, doch die einzige Kandidatin die auftaucht ist Gloria. Die kann zwar nicht besonders gut singen, doch Barry ist schon lange heimlich in Gloria verliebt. Im Hard Root Cafe treffen sie auf den Heavy-Metal-Fan Jimmy, der ihr Leadgitarrist werden soll. Als sie im Lager ihrer Firma ihre erste Bandprobe haben, werden sie von Barrys Vorgesetzter Donna erwischt. Die ist im Hinterhof einer Disco aufgewachsen und übernimmt sogleich Barrys Schlagzeug, der stattdessen das Keyboard spielen soll.
Als der alternde Schlager-Käfer Tony Dean davon erfährt, dass die Band beim Wettbewerb mitmachen will, macht er sich an Gloria heran. Barry erhält einen Brief, in dem man ihm mitteilt, dass man seine Band beim Wettbewerb nicht berücksichtigen kann, da man Würmer nicht dabeihaben will. Die Absage will er nicht akzeptieren und die Organisatoren mit einem Demovideo überzeugen. Nachdem Gloria Tony Dean verraten hat, wo sie ihre Bandproben abhalten, erfährt Barrys Chef davon und wirft sie raus.
Bei ihrer Flucht werden sie von einem Menschen mit einer Schaufel gefangen und in einen Automaten für lebende Köder gesteckt. Nachdem ihnen wieder die Flucht gelingt, verlässt Tito die Band um seine Prüfung für das mittlere Management abzulegen. Dort erreicht er mit 100 Punkten das beste Ergebnis. Zu seiner Enttäuschung soll er im mittleren Management dann aber nur einen Weinkeller für den Vorgesetzten graben. Daraufhin entscheidet er sich, zurück zur Band zu kommen, die sich beim bereits begonnenen Wettbewerb befindet, dort aber rausgeworfen werden soll. Gloria nutzt inzwischen ihre Nähe zu Tony Dean, um ihm heimlich seine CD wegzunehmen, die das Playback für seine Show abspielen soll. Bei seinem Auftritt erfährt das Publikum aufgrund der fehlenden Playback-CD, dass Tony Dean nicht singen kann. Nachdem Tony von der Bühne gejagt wurde, holt der Moderator Barry und seine Band zurück und bittet sie stattdessen aufzutreten. Inzwischen ist auch Tito ankommen und die Band erreicht mit ihrem Auftritt einen großen Erfolg beim Publikum. Tony hat allerdings die Jury bestochen und so gewinnen zur Überraschung des Publikums die Eintagsfliegen den Preis von 10.000 Dollar. Nach einer ersten Enttäuschung erklärt Gloria, dass es egal ist, ob sie reich und berühmt werden, schließlich haben sie das Publikum zum Tanzen gebracht. In der Wurm-Siedlung erwartet Barry bereits eine jubelnde Menge und seine Eltern, die sehr stolz auf ihn sind. Barry und Gloria werden schließlich ein Paar.

## Synchronisation
Die deutsche Synchronisation wurde von Bauer Studios erstellt. Für das Dialogbuch war Kai Taschner verantwortlich, Dialogregie führte Taschner zusammen mit Frank Lenart.
| Rolle         | Originalstimme        | Deutsche Stimme     |
| ------------- | --------------------- | ------------------- |
| Barry         | Peter Frödin          | Ben                 |
| Gloria        | Trine Dyrholm         | Sarah Tkotsch       |
| Tito          | Lars Hjortshøj        | Dirk Bach           |
| Jimmy         | Troels Lyby           | Kai Taschner        |
| Donna         | Helle Dolleris        | Hella von Sinnen    |
| Mutter        | Birthe Neumann        | Andrea Hörnke-Trieß |
| Vater         | Peter Hesse Overgaard | Herbert Feuerstein  |
| Tony Dean     | Henning Jensen        | Roberto Blanco      |
| Naturforscher | Olaf Nielsen          | Helge Sidow         |
| Moderator     | Kim Hagen Jensen      | Helge Sidow         |

## Hintergrund
- Der internationale englische Titel des Films lautet Sunshine Barry & the Disco Worms oder auch nur kurz Disco Worms.
- Die Uraufführung fand am 7. September 2008 auf dem Toronto International Film Festival statt. Kinostart in Dänemark war am 10. Oktober 2008, in Deutschland am 29. Oktober 2009. Die Erstausstrahlung im deutschen Fernsehen erfolgte am 30. Dezember 2011 auf Super RTL.[2]

## Kritiken
„Die Idee, den Schlagerbösewicht mit der Stimme von Roberto Blanco zu besetzen, zeugt zumindest von Originalität und Selbstironie. Ansonsten sind Dirk Bach (Tito) und Hella von Sinnen (Donna) zwar in ihrem Element, doch der Funke springt trotzdem nicht über. Der Euro-Trickfilm scheitert an seiner mäßigen, unsympathischen Animation. Das mag durchaus der kurzen Produktionszeit und dem niedrigen Budget geschuldet sein. Doch warum konkurriert man dann überhaupt auf einem Feld, in dem Pixar und DreamWorks mit dreistelligen Millionenbeträgen zugange sind?“

„Erzählt wird die klassische Außenseitergeschichte vom armen Wurm, der zum Star wird, weil er unerschütterlich an seine Idee glaubt, sich über alle Widrigkeiten hinwegsetzt und im richtigen Moment Unterstützung von seinen Freunden erhält. Obwohl der in dänisch-deutscher Koproduktion realisierte Animationsfilm mit einem Bruchteil der Budgets anderer internationaler Produktionen auskommen musste und in relativ kurzer Zeit realisiert wurde, überzeugt er durch liebevoll gestaltete und ansprechend animierte Charaktere.“

„Dieser für ältere Kinobesucher zu vorhersehbare Film schaut nicht über den Tellerrand hinaus, jedenfalls nicht was die erwachsene Zielgruppe angeht. Die Kleinen werden mit Sicherheit ihren Spaß haben und erkennen, daß jeder das Zeug hat, etwas ganz Besonderes zu werden, und zumindest aus dieser Sicht ist der groovige Spaß pädagogisch vertretbar.“

„Um ähnlich zu begeistern wie sein Gegenstand, ist der Film zu betulich animiert und vor allem inszeniert. Zu sagen, um discotanzende Regenwürmer sei es auch nicht schade, verbietet sich natürlich. Das haben die lieben Viecher so wenig verdient wie der Sound der Siebziger, dessen Entstehung Nielsen doch recht wahrheitsgemäß nachzeichnet: die Langeweile einer wohlgeordneten Leistungsgesellschaft und der Aufstand gegen Diskriminierungen aller Art brachten die Discokugel zum Rotieren.“

„Die zeitlos anrührende Story um einen nach Anerkennung ringenden Außenseiter bewegt alle Altersgruppen. Trotzdem wird "Sunshine Barry und die Discowürmer" kleineren Zuschauern bis zwölf Jahren besser "ins Ohr gehen", als älteren, die für ihr erstes Date vermutlich einen anderen Film wählen werden.“

„Die anrührende Story um einen Außenseiter, der sich nach Anerkennung und Respekt sehnt und dafür auch zu kämpfen bereit ist, wird von einem großartigen Soundtrack begleitet. […] Während sich zudem die Älteren über Anspielungen wie "Schlammloch 54" oder kafkaesk anmutende Kompostier-Büroeinheiten und eine Himbeere, die auf Barrys Regenwurm-Kopf zur Afrolook-Perücke wird, amüsieren, lachen und staunen die Jüngeren über Wortverdreher oder die abenteuerliche Flucht vor einem Angler.“

## Musik
- Boogie Wonderland – Martin Hoberg Hedegaard
- Feelings – Andreas van Lunteren
- Disco Inferno – Soundfactory featuring Mavelicious
- Upside Down – Ida Corr
- Yes Sir, I can Boogie – Sophie
- Edge of hostility – Invisius
- Y.M.C.A. – Magnus Carlsson
- Blame it on the Boogie – Peter Frödin & Trine Dyrholm
- Love to love you baby – Velvet
- I will survive – Trine Dyrholm (deutsche Version: Sarah Tkotsch)
- Le Freak – Lizzie
- Play that funky music, white boy – Peter Frödin

## Auszeichnungen
- Nominiert für den dänischen Filmpreis Robert 2009 in der Kategorie Bester Kinder-/Familien-Film
- Deutsche Film- und Medienbewertung: Prädikat wertvoll